# Liste des matchs de l'équipe de Grande-Bretagne de football par adversaire
Cette liste présente les matchs de l'équipe de Grande-Bretagne olympique de football par adversaire rencontré.
- Haut – A
- B
- C
- D
- E
- F
- G
- H
- I
- J
- K
- L
- M
- N
- O
- P
- Q
- R
- S
- T
- U
- V
- W
- X
- Y
- Z

## P

### Pays-Bas
| Date            | Lieu               | Match                      | Score | Compétition |
| 22 octobre 1908 | Londres Angleterre | Grande-Bretagne - Pays-Bas | 4-0   | JO 1908     |
| 31 juillet 1948 | Londres Angleterre | Grande-Bretagne - Pays-Bas | 4-3   | JO 1948     |

Bilan
- Total de matchs disputés : 2
- Victoires de l'équipe des Pays-Bas : 0 (0 %)
- Victoires de l'équipe de Grande-Bretagne : 2 (100 %)
- Match nul : 0 (0 %)